# Максим М1895
Екстра лаки Максим пушчаног калибра (енгл. Extra Light Rifle Calibre Maxim), рани британски лаки митраљез произведен 1895. године.

## Позадина

### Тешки митраљез Максим
Године 1884. амерички проналазач Хирам Максим направио је прво прво аутоматско оружје на свету - митраљез Максим. Усавршена верзија овог оружја ушла је у масовну производњу од 1888. године, када је Хирам Максим ушао у партнерство са Викерсом, британским произвођачем оружја. Радећи на принципу кратког трзања цеви, са воденим хлађењем, било је то веома брзо, али тешко и гломазно оружје. Тежина митраљеза Максим М1889 била је око 60 фунти (27 кг), али је морао да буде постављен на тешко постоље (око 49 фунти-22 кг) у облику троношца које је носило његову тежину и апсорбовало силу трзаја. Са око 8 фунти (1,8 кг) воде која је морала да се наспе у цилиндрични месингани резервоар око цеви оруђа (за хлађење цеви), укупна тежина митраљеза Максим спремног за паљбу била је око 117 фунти (53 кг). Тако тешко оружје захтевало је посаду од најмање четири човека за ношење и састављање митраљеза на бојном пољу, што је ограничавало његову покретљивост. Упркос овим ограничењима, Максим је убрзо постао популаран због своје екстремне ватрене моћи (600 метака у минути, као 60 војника са пушкама у то време) и до 1890. компанија Максим и Викерс је испоручивала митраљезе Британској Империји, Немачкој, Аустроугарској, Италији, Швајцарској и Русији.

### Лаки митраљез Колт модел 1895
Међутим, 1890. године други амерички проналазач, Џон Браунинг, направио је много лакши и преносивији митраљез на принципу позајмице барутних гасова и понудио га компанији Колт, водећем америчком произвођачу оружја у то време. Сам митраљез тежио је само 40 фунти (18 кг), али је такође захтевао троножац сличне тежине за паљбу. Ушао је у масовну производњу као Колт-Браунинг М1895, а америчка морнарица га је усвојила 1895. године.

## Екстра лаки Максим
Године 1895, као одговор на интересовање показано за лаки, ваздушно хлађени Колт-Браунинг М1895 од стране америчке војске, Хирам Максим је представио сопствени ваздушно хлађени Екстра лаки митраљез тежак само 27 фунти (12, 2 кг) сам и 44,5 фунти (20,2 кг) заједно са троношцем. Био је то први Максимов митраљез са ваздушним хлађењем, и први са повратном опругом унутар сандука.  Сачувана рекламна фотографија показује Хирама Максима како држи Екстра лаки митраљез и склопљени троножац само једном, потпуно испруженом руком у висини рамена.
Максим се надао да ће коњичке јединице ценити Екстра лаки митраљез због његове мале тежине. Заиста, амерички одбор за испитивање митраљеза је позитивно оценио преносивост Ектра лаког Максима. Међутим, како техника ваздушног хлађења цеви у то време није била добро схваћена, дебели месингани омотач који је покривао цев је имао само четири рупе за хлађење на дну, и митраљез се веома брзо прегревао. Сам Максим је проценио да се из њега не може безбедно испалити више од 400 метака одједном, после чега се мора направити пауза за хлађење.

### Пријем
Упркос опсежној рекламној кампањи коју је спровео лично Хирам Максим, Екстра лаки митраљез из 1895. је био комерцијални неуспех и направљено је само 135 комада, од којих су многи распродати појединачно или у паровима за тестирање у различитим земљама.